# Борозна Іван Іванович
Бороздна Іван Іванович (нар. 1720, с. Гірськ, нині Сновського району, Чернігівської області, Україна — пом. після 1784, с. Медведове, нині Клинцівського району, Брянської області, Російська Федерація) — генеральний бунчужний. Син генерального судді Івана Бороздни. Вихованець Києво-Могилянської академії.

## Біографія
На службі з 15 років. Мав чин бунчукового товариша, отриманого за військові заслуги батька та діда. Брав участь у Турецькому поході 1735 року.
Навчався у Києво-Могилянській академії. 1737 року — учень класу піїтики. Поновившись на службі, отримав чин генерального бунчужного.
У відставці (від 1762 року) брав активну участь у житті Стародубщини.
1767 року підписав наказ у Комісію зі складання проекту Нового Уложення законів Московії.
На 1784 року володів численними землями у Стародубському полку.
Наприкінці життя жив переважно в родовому селі Медведів, де мав будинок «на шістнадцять покоїв».
Дружина Анастасія Андріївна походила із родини бунчукового товариша Андрія Миклашевського.